# Discografia de André Valadão
A discografia de André Valadão compreende 9 álbuns de estúdio, 8 álbuns ao vivo e 8 DVDs como intérprete da música gospel no Brasil. Em sua carreira musical, recebeu dezenove certificações da Associação Brasileira de Produtores de Disco (ABPD). Ao todo, André já vendeu mais de 4 milhões de CD's e 500 mil DVD's em 15 anos de carreira solo, segue em baixo sua discografia e certificados. 

## Discografia
Álbuns de estúdio
| Ano  | Álbum | Vendas      | Certificação    |
| ---- | --- | ----------- | --------------- |
| 2007 | Clássicos - Lançamento: maio de 2007 - Formatos: CD, DVD - Gravadora: Diante do Trono                         | - : 100.000 | - ABPD: Platina |
| 2008 | Sobrenatural - Lançamento: março de 2008 - Formatos: CD - Gravadora: Diante do Trono                          | - : 200.000 | - ABPD: Platina |
| 2008 | Clássicos de Natal - Lançamento: dezembro de 2008 - Formatos: CD - Gravadora: Diante do Trono                 | - : 100.000 | - ABPD: Platina |
| 2009 | Diante do Trono - Lançamento: 2009 - Formatos: CD - Gravadora: Som Livre                                      | - : 160.000 | - ABPD: Platina |
| 2010 | Minhas Canções na Voz de André Valadão - Lançamento: setembro de 2010 - Formatos: CD - Gravadora: Graça Music | - : 150.000 | - ABPD: Platina |
| 2014 | Versões Acústicas - Lançamento: 11 de agosto de 2014 - Formatos: CD, download digital - Gravadora: Som Livre  | - : 45.000  | - ABPD: Ouro    |
| 2015 | Fortaleza: En Español - Lançamento: 2015 - Formatos: CD - Gravadora: Som Livre                                |             |                 |
| 2017 | Bossa Worship - Lançamento: 20 de janeiro de 2017 - Formatos: download digital - Gravadora: Independente      |             |                 |
| 2017 | Versões Acústicas 2 - Lançamento: 2017 - Formatos: CD, download digital - Gravadora: Som Livre                | - : 3.500   |                 |

Ao vivo
| Ano  | Álbum | Vendas      | Certificação       |
| ---- | --- | ----------- | ------------------ |
| 2004 | Mais Que Abundante - Lançamento: 2004 - Formatos: CD, DVD - Gravadora: Diante do Trono                      | - : 200.000 | - ABPD: Platina    |
| 2005 | Milagres - Lançamento: junho de 2005 - Formatos: CD, DVD - Gravadora: Diante do Trono                       | - : 400.000 | - ABPD: Platina    |
| 2006 | Alegria - Lançamento: julho de 2006 - Formatos: CD, DVD - Gravadora: Diante do Trono                        | - : 200.000 | - ABPD: Platina    |
| 2008 | Unidos - Delirious? + André Valadão - Lançamento: 2008 - Formatos: CD - Gravadora: Diante do Trono          | - : 30.000  |                    |
| 2009 | Fé - Lançamento: abril de 2009 - Formatos: CD, DVD - Gravadora: Graça Music                                 | - : 300.000 | - ABPD: 3× Platina |
| 2011 | Aliança - Lançamento: dezembro de 2011 - Formatos: CD, DVD - Gravadora: Onimusic                            | - : 100.000 | - ABPD: Platina    |
| 2013 | Fortaleza - Lançamento: 20 de julho de 2013 - Formatos: CD, DVD - Gravadora: Som Livre                      | - : 50.000  | - ABPD: Ouro       |
| 2016 | Crer Para Ver - Lançamento: 4 de março de 2016 - Formatos: CD, DVD, download digital - Gravadora: Som Livre | - : 18.000  |                    |

Videografia
| Ano  | Álbum | Vendas     | Certificação    |
| ---- | --- | ---------- | --------------- |
| 2004 | Mais Que Abundante - Lançamento: 2004 - Formatos: CD, DVD - Gravadora: Diante do Trono                      | - : 30.000 | - ABPD: Ouro    |
| 2005 | Milagres - Lançamento: junho de 2005 - Formatos: CD, DVD - Gravadora: Diante do Trono                       | - : 30.000 | - ABPD: Ouro    |
| 2006 | Alegria - Lançamento: julho de 2006 - Formatos: CD, DVD - Gravadora: Diante do Trono                        | - : 30.000 | - ABPD: Ouro    |
| 2007 | Clássicos - Lançamento: maio de 2007 - Formatos: CD, DVD - Gravadora: Diante do Trono                       | - : 30.000 | - ABPD: Ouro    |
| 2009 | Fé - Lançamento: abril de 2009 - Formatos: CD, DVD - Gravadora: Graça Music                                 | - : 70.000 | - ABPD: Platina |
| 2011 | Aliança - Lançamento: dezembro de 2011 - Formatos: CD, DVD - Gravadora: Onimusic                            | - : 40.000 | - ABPD: Ouro    |
| 2013 | Fortaleza - Lançamento: 20 de julho de 2013 - Formatos: CD, DVD - Gravadora: Som Livre                      | - : 40.000 | - ABPD: Ouro    |
| 2016 | Crer Para Ver - Lançamento: 4 de março de 2016 - Formatos: CD, DVD, download digital - Gravadora: Som Livre | - : 10.000 |                 |